# Chenay (Marne)
Chenay ist ein Dorf und eine Gemeinde mit 223 Einwohnern (Stand: 1. Januar 2022) im französischen Département Marne in der Region Grand Est (vor 2016 Champagne-Ardenne). Die Gemeinde gehört zum Arrondissement Reims und zum Kanton Fismes-Montagne de Reims. Die Einwohner werden Chenaisiens genannt.

## Geographie
Chenay liegt etwa 13 Kilometer westnordwestlich des Stadtzentrums von Reims. Umgeben wird Chenay von den Nachbargemeinden Hermonville im Norden, Pouillon im Nordosten, Merfy im Osten und Südosten, Châlons-sur-Vesle im Süden sowie Trigny im Westen.

## Bevölkerungsentwicklung
| Jahr                       | 1962 | 1968 | 1975 | 1982 | 1990 | 1999 | 2006 | 2018 |
| Einwohner                  | 247  | 255  | 264  | 291  | 276  | 304  | 284  | 227  |
| Quellen: Cassini und INSEE |      |      |      |      |      |      |      |      |

## Sehenswürdigkeiten
- Kirche Saint-Nicolas
- Festung Chenay